# Blanca Nélida Colán
Blanca Nélida Colán Maguiño (Huaral, 27 de fevereiro de 1934) é uma advogada peruana. Foi procuradora-geral do Peru (Fiscal de la Nación) durante o governo de Alberto Fujimori.

## Biografia
Assumiu o cargo de membro da Corte Suprema de Justiça. Após breve estadia, foi eleita procuradora-geral entre 1992 e 1997.
Durante seu trabalho como promotora, Colán assumiu a defesa legal de Vladimiro Montesinos após o Autogolpe de 1992, incluindo o caso de Demetrio Chávez Peñaherrera, vulgo «Vaticano», relacionado ao narcotráfico. O governo da época permitiu a sua ilibação por vários anos, o que lhe permitiu continuar a exercer a sua profissão até à sua demissão em 2000.
Após aceitar investigação meses depois, foi presa em 2001 e processada por atos ilícitos contra a Constituição e pelos crimes de acobertamento efetivo, omissão de denúncia, falsidade genérica e ocultação ilícita.
Ela foi condenada naquele ano. Posteriormente, foi detida na prisão de Santa Mónica entre 2001 e 2008, quando a Câmara Penal Especial da Corte Suprema lhe concedeu liberdade condicional.